# Globba pyramidata
Globba pyramidata är en enhjärtbladig växtart som beskrevs av François Gagnepain. Globba pyramidata ingår i släktet Globba och familjen Zingiberaceae. Inga underarter finns listade i Catalogue of Life.